# متنق (شبلي)
متنق (بالفارسية: متنق) هي مستوطنة تقع في إيران في قسم شبلي الريفي. يقدر عدد سكانها بـ 498 نسمة .